# دونالد گریفین
دونالد گریفین (انگلیسی: Donald Griffin; ۳ اوت ۱۹۱۵ – ۷ نوامبر ۲۰۰۳) دانشمند در زمینه جانورشناسی اهل ایالات متحده آمریکا بود.
وی همچنین برندهٔ جوایزی همچون کمک‌هزینه گوگنهایم شده‌است.